# One-Eyed Doll
One-Eyed Doll est un groupe de punk gothique américain originaire d'Austin, au Texas. Il est élu meilleur groupe punk en 2009, 2010, et 2011 aux Austin Music Awards. One-Eyed Doll compte six albums studio à son actif, Hole (2007), Monster (2008), Break (2010), Dirty (2012), Something About a Dragon? (2012) et Witches (2015).

## Biographie
Kimberly Freeman apparaît en zombie en demi-finale de l'émission America's Got Talent en 2010 en compagnie du groupe ArcAttack dont les spectacles sont un mélange de musique et de physique (à base d'arcs électriques).
Le groupe tourne en 2011, respectivement avec Otep,, Wayne Static, Mushroomhead dans tous les États-Unis et au Texas avec Cold. Le groupe se produisait précédemment dans de nombreuses conventions telles que le dragon con aux États-Unis. Il est composé de Kimberly Freeman (chanteuse et guitariste) et de Jason « Junior » Rufus Sewell (batteur et producteur).
Un DVD du Live in South Congress, et un livre inspiré de l'album Sleep sont également disponibles. Deux autres albums de One-Eyed Doll ont été enregistrés en septembre 2011, mais d'abord sans date de sortie connue. Quelques singles sont déjà disponibles. One-Eyed Doll a également créé nombre de musiques pour des publicités, films indépendants et jeux vidéo, notamment le MMORPG Adventure Quest Worlds où le personnage de Kimberly Freeman apparait, de même que dans la version jeu de cartes du jeu. Un documentaire d'une heure et demie sur le groupe réalisé par David Bruce Bates, Jr est disponible gratuitement sur YouTube.
Leur album, Dirty (2012), est enregistré avec la productrice Sylvia Massy (Tool, System of a Down, Red Hot Chili Peppers, Johnny Cash). Dirty est annoncé par le groupe en novembre 2011 à Dark Matter Radio. Le groupe enregistre un autre album, Committed, aussi produit par Sylvia Massy, qui est publié à la fin de 2013.
One-Eyed Doll tourne avec OTEP et The Butcher Babies à la tournée Destroy to Create, et en ouverture à Picture Me Broken sur la tournée Seduce and Destroy Tour 2013. Le 14 juin 2013, ils jouent en tête d'affiche avec Polkadot Cadaver à leur tournée Last Call in Jonestown 2013 Tour. En septembre 2013, One-Eyed Doll embarque pour une tournée américaine spéciale Halloween pour Mushroomhead.

## Discographie

### One-Eyed Doll
- 2007 : Hole
- 2008 : Monster
- 2010 : Break
- 2012 : Dirty
- 2012 : Something About a Dragon?
- 2015 : Witches

### Kimberly Freeman
- 2005 : Fat with an "F"
- 2008 : Live on South Congress
- 2009 : Sleep
- 2011 : Into Outer Space

### Ghetto Princess
- 2005 : Ghetto Princess

## Membres
- Kimberly Freeman - guitare, chant (depuis 2005)
- Jason Rufus Sewell - batterie (depuis 2009), basse, production (depuis 2006)